# Armenischer Fußballpokal 2004
Der armenische Fußballpokal 2004 war die 13. Austragung des Pokalwettbewerbs in Armenien.
18 Mannschaften nahmen teil. FC Pjunik Jerewan gewann zum dritten Mal den Pokal. Im Finale wurde der FC Banants Jerewan nach Elfmeterschießen besiegt. Banants war als unterlegener Finalist für den UEFA-Pokal qualifiziert, da Double-Sieger Pjunik bereits für die Champions League gemeldet hatte.

## Modus
Der Pokal wurde einschließlich der Qualifikation in fünf Runden ausgetragen. War ein Spiel nach Ablauf der regulären Spielzeit unentschieden, wurde es um zweimal 15 Minuten verlängert. War auch nach der Verlängerung keine Entscheidung gefallen, so wurde der Sieger der Begegnung im Elfmeterschießen ermittelt.
Vom Achtel- bis Halbfinale wurden die Sieger in Hin- und Rückspiel ermittelt. Bei diesen Begegnungen entschied zunächst die Anzahl der Auswärts erzielten Tore.

## Qualifikation
| Datum      |                      | Ergebnis |                  |
| ---------- | -------------------- | -------- | ---------------- |
| 10.03.2004 | Dinamo-Zenit Jerewan | 2:0      | FC Lori Wanadsor |
| 10.03.2004 | FA Ararat Jerewan    | 1:0      | Lernajin Arzach  |

## Achtelfinale
| Datum             |                      | Gesamt          |                      | Hinspiel | Rückspiel |
| ----------------- | -------------------- | --------------- | -------------------- | -------- | --------- |
| 14.03./18.03.2004 | FC Pjunik Jerewan 2  | 0:8             | FC Pjunik Jerewan    | 0:3      | 0:5       |
| 14.03./18.03.2004 | FC Kilikia Jerewan   | 10:00           | FC Dinamo Jerewan    | 10:00    | 1 – 1     |
| 14.03./18.03.2004 | Araks Ararat         | 6:5             | Zenit Tscharentsawan | 2:1      | 4:4       |
| 14.03./18.03.2004 | MIKA Aschtarak       | 11:00           | FC Banants Jerewan 2 | 8:0      | 3:0       |
| 15.03./19.03.2004 | FC Banants Jerewan   | 3:1             | FC Wagharschapat     | 2:0      | 1:1       |
| 15.03./19.03.2004 | MIKA Aschtarak 2     | 1:4             | FC Kotajk Abowjan    | 0:2      | 1:2       |
| 15.03./19.03.2004 | FC Schirak Gjumri    | 5:0             | FC Lokomotiv Jerewan | 2:0      | 3:0       |
| 15.03./19.03.2004 | Dinamo-Zenit Jerewan | 1:1 (4:3 i. E.) | FA Ararat Jerewan    | 0:1      | 1:0 n. V. |

## Viertelfinale
| Datum             |                    | Gesamt |                    | Hinspiel | Rückspiel |
| ----------------- | ------------------ | ------ | ------------------ | -------- | --------- |
| 22.03./26.03.2004 | FC Kilikia Jerewan | 0:8    | FC Pjunik Jerewan  | 0:1      | 0:7       |
| 22.03./26.03.2004 | MIKA Aschtarak     | 6:0    | Araks Ararat       | 3:0      | 3:0       |
| 22.03./26.03.2004 | FC Kotajk Abowjan  | 2:5    | FC Banants Jerewan | 1:2      | 1:3       |
| 22.03./26.03.2004 | FC Schirak Gjumri  | 3:2    | FA Ararat Jerewan  | 3:0      | 0:2       |

## Halbfinale
| Datum             |                   | Gesamt          |                    | Hinspiel | Rückspiel |
| ----------------- | ----------------- | --------------- | ------------------ | -------- | --------- |
| 03.04./21.04.2004 | FC Schirak Gjumri | 2:3             | FC Banants Jerewan | 2:0      | 0:3       |
| 03.04./21.04.2004 | FC Pjunik Jerewan | 0:0 (4:2 i. E.) | MIKA Aschtarak     | 0:0      | 0:0 n. V. |

## Finale
| FC Pjunik Jerewan                                                   | FC Pjunik Jerewan | FC Banants Jerewan | FC Banants Jerewan |
| ------------------------------------------------------------------- | --- | --- | ------------------ |
| FC Pjunik Jerewan                                                   | \| 9. Mai 2004 in Jerewan (Wasken Sarkissjan Republikanisches Stadion) \| \| Ergebnis: 0:0 n. V., 6:5 i. E. \| \| Zuschauer: 10.000 \| \| Schiedsrichter: Karen Nalbandjan \| | \| 9. Mai 2004 in Jerewan (Wasken Sarkissjan Republikanisches Stadion) \| \| Ergebnis: 0:0 n. V., 6:5 i. E. \| \| Zuschauer: 10.000 \| \| Schiedsrichter: Karen Nalbandjan \| | FC Banants Jerewan |
| FC Pjunik Jerewan                                                   | Apoula Edel – Artur Mkrttschjan (120. Chora Hovhannisjan), Aleksandr Tadewosjan, Rafael Nasarjan, Marian Zeciu – Balep Bah Ndoumbuk, Hovhannes Antonjan (53. Carl Lombé), Karen Aleksanjan (65. Edgar Manutscharjan), Galust Petrosjan (103. Aghwan Mkrttschjan) – Mamadou Diawara, Lewon Patschadschjan | Temur Ganijew – Aschot Grigorjan, Hovhannes Demirtschjan , Karen Simonjan, Ararat Arakeljan – Artjom Podgajni, Artjom Jewlanow (77. Artak Osejan), Arschak Amirjan (67. Ararat Harutjunjan), Dmitri Kondraschtschenko (62. Romeo Jenebjan) – Aram Sargisjan (63. Samwel Melkonjan), Albert Iskojants | FC Banants Jerewan |
| FC Pjunik Jerewan                                                   | Elfmeterschießen | | FC Banants Jerewan |
| FC Pjunik Jerewan                                                   | 1:0 Edgar Manutscharjan 2:1 Marian Zeciu Balep Bah Ndoumbukk 3:3 Chora Hovhannisjan 4:3 Lewon Patschadschjan 5:4 Aleksandr Tadewosjan Carl Lombé 6:5 Artur Mkrttschjan | 1:1 Aschot Grigorjan 2:2 Romeo Jenebjan 2:3 Albert Iskojants Ararat Harutjunjan 4:4 Hovhannes Demirtschjan 5:5 Artjom Podgajni Karen Simonjan Ararat Arakeljan | FC Banants Jerewan |
| FC Pjunik Jerewan                                                   | Marian Zeciu, Aghwan Mkrttschjan | | FC Banants Jerewan |
| 9. Mai 2004 in Jerewan (Wasken Sarkissjan Republikanisches Stadion) | | |                    |
| Ergebnis: 0:0 n. V., 6:5 i. E.                                      | | |                    |
| Zuschauer: 10.000                                                   | | |                    |
| Schiedsrichter: Karen Nalbandjan                                    | | |                    |